# Glavni mišolovac Kabinetskog ureda
Glavni mišolovac Kabinetskog ureda (engl. the Chief Mouser to the Cabinet Office) naslov je službene rezidencijalne mačke premijera Ujedinjenog Kraljevstva u 10 Downing Streetu. Samo dva mačka, Humphrey i Larry, imali su službeno dodijeljen ovaj naslov. Ostalim mačkama ovaj je naslov dodjeljivan odmila, najčešće u britanskom tisku. U Riznici ili Downing Streetu boravila je mačka koja se koristila kao mišolovka i kućna ljubimica još od kraljevanja Henrika VIII. kada je kardinal Wolsey postavio uz sebe svoju mačku prilikom službovanja u svojoj sudačkoj ulozi kao lord kancelar, preuzevši ovaj položaj 1515. godine.

## Preporučena literatura
- Brawn, David. Prosinac 1995. A Day in the Life of Humphrey the Downing Street Cat. HarperCollins. ISBN 0-00-471000-2
- Roberts, Patrick. Peter, the British Home Office Cat(s). Purr 'n' Fur
- Roberts, Patrick. Downing Street Cats Sybil, Humphrey and Wilberforce. Purr 'n' Fur

## Vanjske poveznice
- 10 Downing Street
- Službena stranica glavnog mišolovca na mrežnom sjedištu 10 Downing Streeta